# Cultura di Vučedol

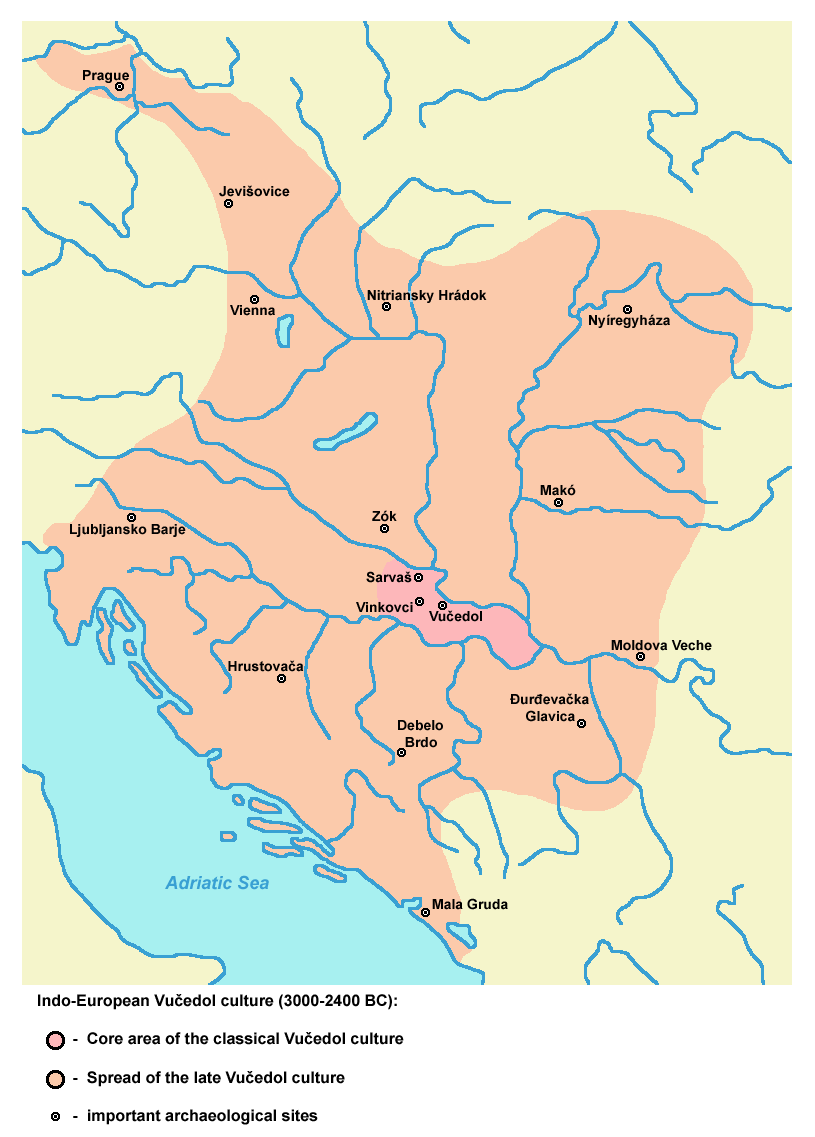
Estensione della cultura di Vučedol.

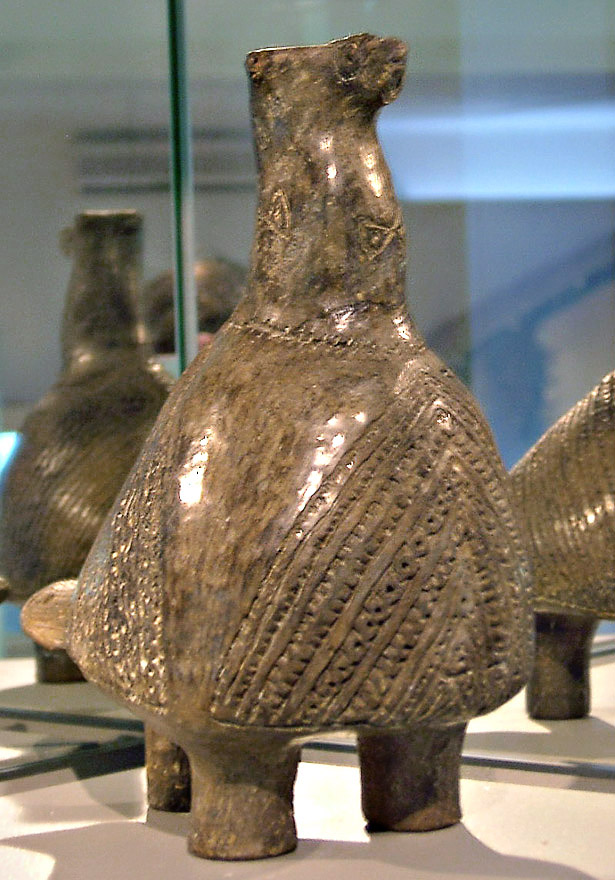
"Colomba di Vučedol".

La cultura di Vučedol (in croato: Vučedolska kultura) fu una cultura indoeuropea che fiorì fra il 3000 e il 2200 a.C., principalmente fra la Sirmia e la Slavonia orientale, sulla riva destra del Danubio, ma probabilmente diffusa in tutta la pianura pannonica e nei Balcani occidentali e verso sud. Era quindi contemporaneo al periodo sumero in Mesopotamia, al primo periodo dinastico in Egitto e ai primi insediamenti di Troy (I e II). L'archeogenetica collega la cultura delle migrazioni Yamnaya direttamente dalle steppe che si mescolarono con le popolazioni neolitiche. La necessità di rame portò all'espansione della cultura Vucedol dalla sua terra natale, la Slavonia, alla più ampia regione dell'Europa centrale e sud-orientale.

## Origine
Si originò dalla fusione fra la precedente cultura di Baden e le culture portate dagli immigrati indoeuropei provenienti dalla steppa. Deve il nome all'insediamento di Vučedol presso Vukovar in Croazia .

## Cronologia
La cultura di Vučedol viene suddivisa in quattro fasi principali:
- Periodo pre-classico A
- Primo periodo classico B
- Periodo classico C
- Periodo di espansione e facies regionali C:
  - Croato orientale
  - Bosniaco occidentale
  - Bosniaco meridionale
  - Bosniaco settentrionale
  - Croato occidentale-sloveno
  - Trans-danubiano
  - Austriaco orientale-ceco

## Sviluppi
Secondo Marija Gimbutas a seguito di un'ulteriore migrazione di popolazioni provenienti dalle steppe portanti la cultura di Jamna (3000-2900 a.C. circa), si sviluppò la cultura del vaso campaniforme, probabilmente un amalgama fra Vučedol e Jamna.

## Archeogenetica
Uno studio del febbraio 2018, pubblicato su Nature, ha incluso un'analisi del DNA antico di tre individui attribuiti alla cultura di Vučedol.
Per quanto riguarda le componenti ancestrali, il primo maschio è modellabile come circa il 58% di primi agricoltori europei (EEF), il 42% di pastori delle steppe occidentali (WSH) e  0% di antenati correlati ai cacciatori-raccoglitori occidentali (WHG); il secondo maschio 93%  EEF, 4% di WSH e 3% di WHG mentre la femmina 37% di EEF,  54% di WSH e il 10% di WHG.